# Członkowie hokejowego Hall of Fame (chronologicznie)
To jest lista członków Hockey Hall of Fame  znajdującego się w  Toronto posortowana chronologicznie. Aby zobaczyć listę posortowaną alfabetycznie zobacz Członkowie hokejowego Hall of Fame (alfabetycznie)

## 1945
Gracze
- Dan Bain
- Hobey Baker
- Dubbie Bowie
- Charlie Gardiner
- Eddie Gerard
- Frank McGee
- Howie Morenz
- Tommy Phillips
- Harvey Pulford
- Art Ross
- Hod Stuart
- Georges Vézina

Działacze
- H. Montagu Allan
- Frederick Stanley, 16. hrabia Derby

## 1947
Gracze
- Dit Clapper (trzyletni czas oczekiwania)
- Aurel Joliat
- Frank Nighbor
- Lester Patrick
- Eddie Shore
- Cyclone Taylor

Działacze
- Frank Calder
- W.A. Hewitt
- Francis Nelson
- William Northey
- John Ross Robertson
- Claude C. Robinson
- James T. Sutherland

## 1950
Gracze
- Scotty Davidson
- Charles Drinkwater
- Mike Grant
- Silas Griffis
- Newsy Lalonde
- Joe Malone
- George Richardson
- Harry Trihey

## 1952
- Dickie Boon
- Bill Cook
- Moose Goheen
- Moose Johnson
- Mickey MacKay

## 1958
Gracze
- Frank Boucher
- King Clancy
- Sprague Cleghorn
- Alex Connell
- Mervyn Dutton
- Frank Foyston
- Frank Fredrickson
- Herb Gardiner
- George Hay
- Dick Irvin
- Ching Johnson
- Duke Keats
- Hughie Lehman
- George McNamara
- Paddy Moran

Działacze
- George Dudley
- James E. Norris
- Frank Patrick
- Allan Pickard
- Donat Raymond
- Conn Smythe
- Lloyd Turner

## 1959
Gracze
- Jack Adams
- Cy Denneny
- Tiny Thompson

## 1960
Gracze
- Buck Boucher
- Sylvio Mantha
- Jack Walker

Działacze
- Charles Adams
- John Kilpatrick
- Frank J. Selke

## 1961
Gracze
- Syl Apps
- Charlie Conacher
- Hap Day
- George Hainsworth
- Joe Hall
- Percy LeSueur
- Frank Rankin
- Maurice „Rocket” Richard (trzyletni czas oczekiwania)
- Milt Schmidt
- Oliver Seibert
- Bruce Stuart

Działacze
- George Brown
- Paul Loicq
- Fred Waghorne

Sędziowie
- Chaucer Elliott
- Mickey Ion
- Cooper Smeaton

## 1962
Gracze
- Punch Broadbent
- Harry Cameron
- Rusty Crawford
- Jack Darragh
- Jimmy Gardner
- Billy Gilmour
- Shorty Green
- Riley Hern
- Tom Hooper
- Bouse Hutton
- Harry Hyland
- Jack Laviolette
- Steamer Maxwell
- Billy McGimsie
- Reg Noble
- Didier Pitre
- Jack Ruttan
- Sweeney Schriner
- Bullet Joe Simpson
- Alf Smith
- Barney Stanley
- Nels Stewart
- Marty Walsh
- Harry Watson
- Rat Westwick
- Frederick Whitcroft
- Phat Wilson

Działacze
- Frank Ahearn
- Walter A. Brown
- Fred Hume
- James D. Norris
- Ambrose O’Brien
- Frank Smith

Sędziowie
- Mike Rodden

## 1963
Gracze
- Ebbie Goodfellow
- Joe Primeau
- Earl Seibert

Działacze
- Leo Dandurand
- Tommy Gorman
- Frederic McLaughlin

Sędziowie
- Bobby Hewiston

## 1964
Gracze
- Doug Bentley
- Bill Durnan
- Babe Siebert
- Black Jack Stewart

Działacze
- Angus Campbell
- Frank Dilio

Sędziowie
- Bill Chadwick

## 1965
Gracze
- Marty Barry
- Clint Benedict
- Arthur Farrel
- Red Horner
- Syd Howe
- Jack Marshall
- Bill Mosienko
- Blair Russel
- Ernie Russell
- Fred Scanlan

Działacze
- Foster Hewitt
- Tommy Lockhart

## 1966
Gracze
- Max Bentley
- Toe Blake
- Emile Bouchard
- Frank Brimsek
- Ted Kennedy
- Elmer Lach
- Ted Lindsay (trzyletni czas oczekiwania)
- Babe Pratt
- Ken Reardon

Działacze
- Clarence Campbell

## 1967
Gracze
- Turk Broda
- Neil Colville
- Harry Oliver

Sędziowie
- Red Storey

## 1968
Gracze
- Bill Cowley

Działacze
- James Dunn
- Jim Hendy

## 1969
Gracze
- Sid Abel
- Bryan Hextall
- Red Kelly (trzyletni czas oczekiwania)
- Roy Worters

Działacze
- Al Leader
- Bruce Norris

## 1970
Gracze
- Babe Dye
- Bill Gadsby
- Tom Johnson

Działacze
- Bob Lebel

## 1971
Gracze
- Busher Jackson
- Gordon Roberts
- Terry Sawchuk (trzyletni czas oczekiwania)
- Cooney Weiland

Działacze
- Bill Wirtz

## 1972
Gracze
- Jean Béliveau (trzyletni czas oczekiwania)
- Bernie „Boom Boom” Geoffrion
- Hap Holmes
- Gordie Howe (trzyletni czas oczekiwania)
- Hooley Smith

Działacze
- Weston Adams

## 1973
Gracze
- Doug Harvey
- Chuck Rayner
- Tommy Smith

Działacze
- Hartland Molson

Sędziowie
- Frank Udvari

## 1974
Gracze
- Billy Burch
- Art Coulter
- Tommy Dunderdale
- Dickie Moore

Działacze
- Charles Hay
- Tommy Ivan
- Anatolij Tarasow
- Carl Voss

## 1975
Gracze
- George Armstrong
- Ace Bailey
- Gordon Drillon
- Glenn Hall
- Pierre Pilote

Działacze
- Frank Buckland
- William M. Jennings

## 1976
Gracze
- Johnny Bower
- Bill Quackenbush

Działacze
- Jack Gibson
- Philip D. Ross
- Bill Wirtz

## 1977
Gracze
- Alex Delvecchio
- Tim Horton

Działacze
- Bunny Ahearne
- Harold Ballard
- Joseph Cattarinch

## 1978
Gracze
- Andy Bathgate
- Jacques Plante
- Marcel Pronovost

Działacze
- J.P. Bickell
- Sam Pollock
- William Tutt

## 1979
Gracze
- Harry Howell
- Bobby Orr (trzyletni czas oczekiwania)
- Henri Richard

Działacze
- Gordon Juckes

## 1980
Gracze
- Harry Lumley
- Lynn Patrick
- Gump Worsley

Działacze
- Jack Butterfield

## 1981
Gracze
- Johnny Bucyk
- Frank Mahovlich
- Allan Stanley

Sędziowie
- John Ashley

## 1982
Gracze
- Yvan Cournoyer
- Rod Gilbert
- Norm Ullman

Działacze
- Emile Francis

## 1983
Gracze
- Ken Dryden
- Bobby Hull
- Stan Mikita

Działacze
- Harry Sinden

## 1984
Gracze
- Phil Esposito
- Jacques Lemaire
- Bernie Parent

Działacze
- Punch Imlach
- Jake Milford

## 1985
Gracze
- Gerry Cheevers
- Bert Olmstead
- Jean Ratelle

Działacze
- John Mariucci
- Rudy Pilous

## 1986
Gracze
- Leo Boivin
- Dave Keon
- Serge Savard

Działacze
- Bill Hanley

## 1987
Gracze
- Bobby Clarke
- Eddie Giacomin
- Jacques Laperriere

Działacze
- John Ziegler

Sędziowie
- Matt Pavelich

## 1988
Gracze
- Tony Esposito
- Guy Lafleur
- Bud O’Connor
- Brad Park

Działacze
- Ed Snider

Sędziowie
- George Hayes

## 1989
Gracze
- Herbie Lewis
- Darryl Sittler
- Władisław Trietjak

Działacze
- Father David Bauer
- Alan Eagleson (później zrezygnował i został usunięty z Hall of Fame)

## 1990
Gracze
- Bill Barber
- Fernie Flaman
- Gilbert Perreault

Działacze
- Bud Poile

## 1991
Gracze
- Mike Bossy
- Denis Potvin
- Bob Pulford
- Clint Smith

Działacze
- Scotty Bowman

Sędziowie
- Neil Armstrong

## 1992
Gracze
- Marcel Dionne
- Woody Dumart
- Bob Gainey
- Lanny McDonald

Działacze
- Keith Allen
- Bob Johnson
- Frank Mathers

## 1993
Gracze
- Guy Lapointe
- Edgar Laprade
- Steve Shutt
- Billy Smith

Działacze
- Frank Griffiths
- Seymour Knox
- Fred Page

Sędziowie
- John D’Amico

## 1994
Gracze
- Lionel Conacher
- Harry Watson

Działacze
- Brian O’Neill

## 1995
Gracze
- Bun Cook
- Larry Robinson

Działacze
- Günther Sabetzki
- Bill Torrey

## 1996
Gracze
- Bobby Bauer
- Börje Salming

Działacze
- Al Arbour

## 1997
Gracze
- Mario Lemieux (trzyletni czas oczekiwania)
- Bryan Trottier

Działacze
- Glen Sather

## 1998
Gracze
- Roy Conacher
- Michel Goulet
- Peter Stastny

Działacze
- Athol Murray

## 1999
Gracze
- Wayne Gretzky (trzyletni czas oczekiwania)

Działacze
- Scotty Morrison

Sędziowie
- Andy Van Hellemond

## 2000
Gracze
- Joe Mullen
- Denis Savard

Działacze
- Walter Bush

## 2001
Gracze
- Wiaczesław Fietisow
- Mike Gartner
- Dale Hawerchuk
- Jari Kurri

Działacze
- Craig Patrick

## 2002
Gracze
- Bernie Federko
- Clark Gillies
- Rod Langway

Działacze
- Roger Neilson

## 2003
Gracze
- Grant Fuhr
- Pat LaFontaine

Działacze
- Mike Ilitch
- Brian Kilrea

## 2004
Gracze
- Ray Bourque
- Paul Coffey
- Larry Murphy

Działacze
- Cliff Fletcher

## 2005
Gracze
- Walerij Charłamow
- Cam Neely

Działacze
- Murray Costello

## 2006
Gracze
- Dick Duff
- Patrick Roy

Działacze
- Herb Brooks
- Harley Hotchkiss

## 2007
Gracze
- Mark Messier
- Al MacInnis
- Scott Stevens
- Ron Francis

Działacze
- Jim Gregory

## 2008
Gracze
- Glenn Anderson
- Igor Łarionow

Działacze
- Ed Chynoweth

Sędziowie
- Ray Scapinello

## 2009
Gracze
- Brett Hull
- Brian Leetch
- Luc Robitaille
- Steve Yzerman

Działacze
- Lou Lamoriello

## 2010
Gracze
- Dino Ciccarelli
- Cammi Granato (hokeistka)
- Angela James (hokeistka)

Działacze
- Doc Daryl Seaman
- Jim Devellano

## 2011
Gracze
- Ed Belfour
- Doug Gilmour
- Mark Howe
- Joe Nieuwendyk

## 2012
Gracze
- Pawieł Bure
- Adam Oates
- Joe Sakic
- Mats Sundin

## 2013
Gracze
- Chris Chelios
- Geraldine Heaney
- Scott Niedermayer
- Brendan Shanahan

Działacze
- Fred Shero[1]

## 2014
Gracze
- Rob Blake
- Peter Forsberg
- Dominik Hašek
- Mike Modano

Działacze
- Pat Burns

Sędziowie
- Bill McCreary[2]

## 2015
Gracze
- Siergiej Fiodorow
- Phil Housley
- Nicklas Lidström
- Chris Pronger
- Angela Ruggiero

Działacze
- Bill Hay
- Peter Karmonos[3]

## 2016
Gracze
- Eric Lindros
- Siergiej Makarow
- Rogie Vachon

Działacze
- Pat Quinn[4]

## 2017
Gracze
- Dave Andreychuk
- Danielle Goyette
- Paul Kariya
- Mark Recchi
- Teemu Selänne

Działacze
- Clare Drake
- Jeremy Jacobs[5]

## 2018
Gracze
- Martin Brodeur
- Jayna Hefford
- Aleksandr Jakuszew
- Martin St. Louis

Działacze
- Gary Bettman
- Willie O’Ree[6]

## 2019
Gracze
- Guy Carbonneau
- Václav Nedomanský
- Hayley Wickenheiser
- Siergiej Zubow

Działacze
- Jim Rutherford
- Jerry York[7]

## 2020
Gracze
- Marián Hossa
- Jarome Iginla
- Kevin Lowe
- Kim St-Pierre
- Doug Wilson

Działacze
- Ken Holland[8]